# Informer.si
informer.si je slovenski novičarski spletni medij, ki je začel obratovati julija 2020. Urednik portala je Aleš Ernecl.
informer.si si ime deli s srbskim spletnim medijem informer.rs, ki je začel obratovati leta 2012 in je v poročanju naklonjen srbskemu predsedniku Aleksandru Vučiću. Poročanje oz. vsebina informer.si je blizu retoriki Slovenske demokratske stranke; medij redno poobjavlja vsebine drugih medijev in virov, ki so blizu stranki SDS, prav tako pa je slogan medija - "Slovenski spletni medij v službi resnice" - podoben sloganu Nova24TV.